# Стефан Василев (офицер)
Вижте пояснителната страница за други личности с името Стефан Василев.
Стефан Стефанов Василев е български офицер, генерал-лейтенант.

## Биография
Роден е на 12 август 1955 г. в Златарица. През 1973 г. завършва Техникум по машиностроене в Горна Оряховица. В периода 1973 – 1977 г. учи във Висшето народно военно училище „Васил Левски“. Първоначално е командир на мотострелкови взвод, а след това на мотострелкова рота. Между 1982 и 1986 г. е началник-щаб на мотострелкови батальон. През 1989 г. завършва Военната академия „Михаил Фрунзе“ в СССР. От 1989 до 1991 г. е старши помощник-началник на оперативно отделение на дивизия. В периода 1991 – 1994 г. е командир на мотострелкови полк, а от 1994 до 1999 г. е началник-щаб на мотострелкова дивизия. През 2000 г. завършва Военната академия в София. Между 2000 и 2002 г. е командир на механизирана бригада. На 6 юни 2002 г. е назначен за командир на 13-а бронетанкова бригада. На 25 април 2003 г. е освободен от длъжността командир на 13-а бронетанкова бригада, назначен за началник-щаб на Командването на Оперативните сили и удостоен с висше военно звание бригаден генерал.
От 9 май 2003 с първо генералско звание е началник-щаб на Командването на Оперативните сили, до 2 май 2006 г. На 4 май 2005 г. преназначен на същата длъжност. На 25 април 2006 г. е назначен за помощник-началник на щаба на Сухопътните войски по подготовката, считано от 1 юни 2006 г.. На 15 февруари 2008 г. е началник на щаба на Сухопътните войски. На 21 април 2008 г. е удостоен с висше офицерско звание генерал-майор, считано от 1 юни 2008 г. На 1 юли 2009 г. е освободен от длъжността началник на щаба на Сухопътните войски и назначен за национален военен представител в Националното военно представителство в Съюзното командване по операциите на НАТО в Монс, Белгия.
На 16 октомври 2009 г. е освободен от длъжността национален военен представител в Националното военно представителство в Съюзното командване по операциите на НАТО в Монс, Белгия. – съгласно подаден от него рапорт, с предсрочно прекратен мандат от само 4 месеца, след това престоява 10 месеца в извънреден щат, и на 30 юли 2010 г. е назначен за началник на Сухопътните войски, считано от 1 септември 2010 г. като на 1 юли 2011 г. поради реорганизация е освободен от длъжността началник на Сухопътните войски и назначен на длъжността командир на Сухопътни войски. 
На 17 октомври 2012 г. генерал-майор Стефан Василев е освободен от длъжността командир на Сухопътните войски, назначен на длъжността заместник-началник на отбраната и удостоен с висше офицерско звание генерал-лейтенант, считано от 1 ноември 2012 г. Председател на УС на Националната военна спортна федерация. На 28 април 2014 г. генерал-лейтенант Стефан Василев е освободен от длъжността заместник-началник на отбраната и от военна служба, считано от 30 юни 2014 г.
На 1 юли 2014 г. е награден с орден „За военна заслуга“ първа степен за големите му заслуги за развитието на Българската армия.

## Военни звания
- Лейтенант (1977)
- Старши лейтенант (1980)
- Капитан (1984)
- Майор (1989)
- Подполковник (1993)
- Полковник (1996)
- Бригаден генерал (25 април 2003)
- Генерал-майор (1 юни 2008)
- Генерал-лейтенант (1 ноември 2012)

## Награди
- 1982 г. – Медал за отличие в БА;
- 1996 г. – Награден знак за вярна служба под знамената – ІІІ ст.;
- 2000 г. – Награден знак за вярна служба под знамената – ІІ ст.;
- 2008 г. – Почетен знак на министъра на отбраната „Свети Георги“ – І ст.;
- 2012 г. – Орден „The Legion of Merit“ – от министъра на отбраната на САЩ
- Орден „За военна заслуга“ първа степен (1 юли 2014)